# Christian Sundin
Christian Sundin, född 29 maj 1796 i Högsrums församling, Kalmar län, död 19 mars 1857 i Stockholm (folkbokförd i Säfsnäs församling, Kopparbergs län), var en svensk lagman och bruksidkare.

## Biografi
Christian Sundin var från 1838 lagman i Stockholms läns, Södermanlands och Gotlands lagsaga tills denna upphörde vid årsskiftet 1849/1850. Han ägnade sig därefter åt bruksrörelse: hans svärfars Fredriksbergs bruk, även Alkvetterns bruk och den del han hade i Skogaholms bruk. 1851–1853 var han riksdagsman för det av Bergsbrukens valdistrikt som representerade Västmanlands län samt Kopparbergs län utanför Falu bergslag.